# Dogman (película de 2023)
Dogman es una película dramática de acción francesa de 2023 escrita y dirigida por Luc Besson y protagonizada por Caleb Landry Jones, Jojo T. Gibbs, Christopher Denham y Grace Palma. Ambientada en Nueva Jersey, muestra a un hombre que fue abusado por su padre y ama a los perros.

## Reparto
- Caleb Landry Jones como Douglas
- Jonica T. Gibbs
- Christopher Denham
- Clemens Schick
- Grace Palma
- Marisa Berenson

## Producción
Dogman se rodó en unas instalaciones de producción virtual en Essonne, Francia, de febrero a julio de 2022, y en locaciones en Newark, Nueva Jersey, en junio de 2022.